# Beatrice Webb

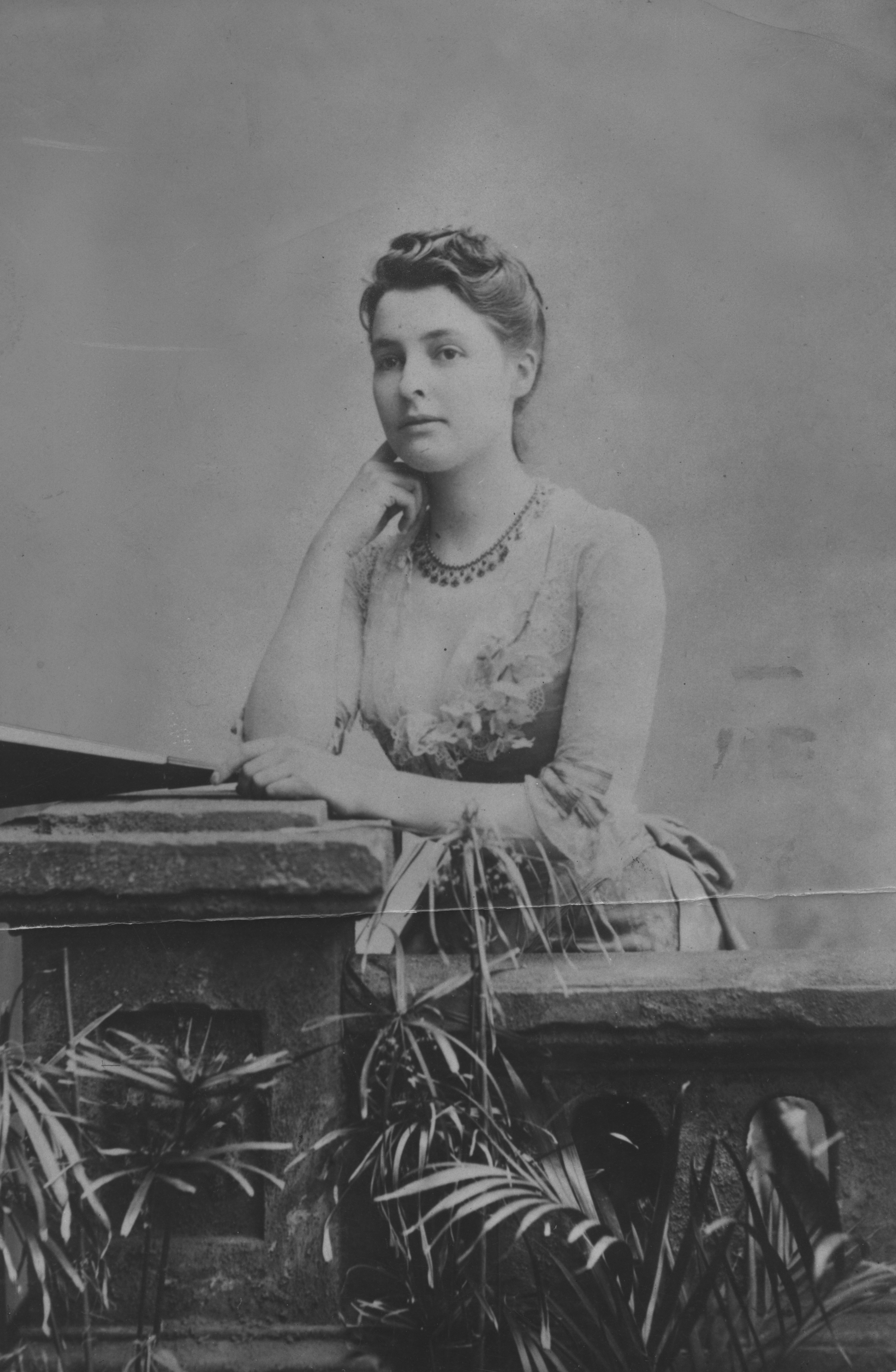
Beatrice Webb

Martha Beatrice Webb, geboren Potter (Gloucester, 22 januari 1858 - Liphook, Hampshire, 30 april 1943) was een Engels sociologe, econoom, socialiste en hervormer, die meestal in associatie wordt genoemd met haar echtgenoot, Sidney Webb. Hoewel haar man in 1929 als baron Passfield in de adelstand werd verheven, weigerde zij bekend te staan als Lady Passfield. Zij bedacht de term "collective bargaining" (in het Nederlands collectieve arbeidsovereenkomst).
- Bibsys: 90123335
- Biblioteca Nacional de España: XX1034865
- Bibliothèque nationale de France: cb12284981q (data)
- Catàleg d'autoritats de noms i títols de Catalunya: 981058514965206706
- CiNii: DA00201807
- Gemeinsame Normdatei: 118806378
- International Standard Name Identifier: 0000 0003 6865 2198
- Library of Congress Control Number: n79060987
- Bibliotheek van het Japanse parlement: 00460350
- Nationale Bibliotheek van Tsjechië: skuk0001466
- Nationale bibliotheek van Australië: 36571065
- Nationale Bibliotheek van Israël: 987007269775005171
- Nationale Bibliotheek van Polen: a0000001836917
- Nationale en Universitaire bibliotheek Zagreb: 000703650
- Nederlandse Thesaurus van Auteursnamen: 068359942
- Réseau des bibliothèques de Suisse occidentale: 02-A023137623
- Istituto Centrale per il Catalogo Unico: CUBV127709
- LIBRIS: 250414
- SNAC: w66m35nm
- Système universitaire de documentation: 027323234
- Trove: 1298739
- Virtual International Authority File: 86607236
- WorldCat: E39PBJbxyfwqcjRtwVX8wwH9jC